# 오릭스 버펄로스
오릭스 버펄로스(일본어: オリックス・バファローズ 오릿쿠스바파로즈[*], 영어: Orix Buffaloes)는 일본의 프로 야구 구단으로, 퍼시픽 리그 소속이다. 오사카부를 보호 지역으로 하고 있다. 오사카시 니시구의 교세라 돔 오사카를 홈구장으로 사용하고, 홋토못토 필드 고베를 제2 홈구장(준 본거지)으로 사용하고 있다. 또한, 2군에 해당하는 웨스턴 리그의 오릭스 버펄로스는 효고현 고베시 기타구의 아지사이 스타디움 기타코베를 홈구장으로 사용하고 있다.
1936년에 세워진 한큐 직업 야구단(阪急職業野球団)을 전신으로 하는 구단으로, 약 50년 간 한큐 전철이 운영하고 있었다가 1988년 11월 오릭스가 구단을 인수하였으며, 2004년 12월에는 오사카 긴테쓰 버펄로스를 통합하여 지금에 이른다.
약칭은 ‘Bs’, ‘오리’, 또는 ‘오리크’(일본어: オリ, オリク 오리, 오리쿠[*])이다.

## 역사

### 초창기
1936년 1월 23일, 한신 급행 전철(지금의 한큐 전철)이 오사카 한큐 야구 협회(大阪阪急野球協会)를 세워 한큐 직업 야구단(阪急職業野球団, 통칭 한큐군)이 발족했다. 일본 프로 야구에서 야구단 명칭에 기업명을 넣은 것은 한큐 직업 야구단이 처음이었다. 한신 급행 전철은 1924년 ~ 1929년 사이에도 다카라즈카 운동 협회라는 효고현 다카라즈카시를 근거지로 하던 프로 야구단을 소유하고 있었는데 당시 한신 급행 전철의 사장이었던 고바야시 이치조는 1923년에 남긴 글 《직업 야구단 타진》에서 게이한 전기 철도, 한신 전기 철도를 비롯한 당시에 구장을 보유하고 있었던 사철 회사들을 중심으로 프로 야구 리그를 만드려는 자신의 뜻을 밝히기도 했다. 창단 직후 구단은 도쿄 6대학 야구 연맹(6대학 야구)의 선수로 활동하던 야마시타 미노루, 미야타케 사부로 등을 영입하였으며, 한동안 다카라즈카 구장을 홈구장으로 사용하다가 1937년 한큐 니시노미야 구장으로 홈구장을 옮김과 동시에 니시노미야시로 근거지를 이전했다. 제2차 세계 대전 발발 이전까지는 우승 기록이 없었고 전쟁이 발발하자 야구는 중단되었다.
1946년에 리그가 재개되자 한큐도 참여하게 되었는데 1947년에는 일본 야구 연맹이 정한 닉네임 도입에 찬성하여 곰을 이미지로 한 한큐 베어스(阪急ベアーズ)로 구단 이름을 바꾸지만, 같은 해 4월 18일에 다시 ‘용사’를 의미하는 브레이브(Brave)에서 이름을 따온 한큐 브레이브스(阪急ブレーブス)로 이름을 변경했다. 1949년에 리그가 센트럴 리그와 퍼시픽 리그라는 양대 리그가 출범하면서 한큐는 퍼시픽 리그에 참여했다. 그러나 이 시기에 에이스인 이마니시 렌타로, 주력 타자인 히라이 사부로, 미야자키 다케시, 그리고 포수 3명(히비야 다케시, 구스노키 야스오, 나가토시 유키치) 등의 선수들이 다른 팀으로 이적하게 되면서 한큐의 전력은 약해지게 되었다.

### 1950년대
일본 프로 야구가 양대 리그로 분리되면서 주요 투수와 타자들이 다른 팀으로 이적하게 되었는데 1950년대 초반 한큐 브레이브스는 저조한 성적을 남겼다. 1952년에는 홈구장인 니시노미야 구장에 야간 경기를 위한 조명 설비가 완성되어 야간 경기를 개최하게 되었다. 이 시기, 한큐 브레이브스의 유니폼은 검은 바탕에 흰색의 줄무늬가 그어져 있는 디자인이어서 야간 경기를 하기 수월했기 때문에 한큐 브레이브스는 ‘밤의 용자’(夜の勇者)라는 별명을 얻게 되었다. 1953년 한큐는 루퍼스 게인즈, 래리 레인스, 존 브리턴 등과 같은 외국인 선수들을 영입하여 여름 기간에 10연승을 거두고 2위의 성적을 기록했다.
이후에도 투수로는 1954년에 가지모토 다카오, 1956년에 요네다 데쓰야가 차례로 입단하였으며 타자 및 야수로는 고노 아키테루, 로베르토 바르본이 등장하면서 1950년대 후반에는 5년 연속 도루왕 자리를 한큐가 가져갔지만 성적이 저조하여 감독이 자주 교체되었다. 1958년에는 회사 명칭을 주식회사 한큐 야구 클럽(일본어: 株式会社阪急野球倶楽部 가부시키가이샤 한큐 야큐 쿠라부[*])에서 주식회사 한큐 브레이브스(株式会社阪急ブレーブス)로 변경했다.

### 1960년대
1959년 시즌 중반부터 팀을 이끌고 있었던 도쿠라 가쓰키 감독도 저조한 성적을 남기는 등 결국 1962년에 퇴임하였으며, 뒤를 이어 코치였던 니시모토 유키오가 감독으로 승격하였지만 부임 당시 한큐의 성적은 최하위였다. 그러나 니시모토는 1964년에 한큐의 성적을 2위까지 끌어올렸다. 1965년, 1966년에는 다시 B클래스로 성적이 떨어지자 재신임 투표가 벌어지기도 했지만 1967년 이후 나가이케 아쓰시, 다릴 스펜서, 아다치 미쓰히로 등의 활약으로 1969년까지 3년 연속 리그 우승을 달성하게 된다.
또한 이 사이에 있었던 1968년 프로 야구 드래프트 회의에서 한큐가 뽑은 야마다 히사시, 가토 히데지, 후쿠모토 유타카 등은 은퇴 이후 명구회에 이름을 올리게 된다. 1위 지명으로 뽑힌 투수 야마다 히사시는 입단 3년째이던 1971년부터 두각을 드러냈으며, 1976년부터 1978년에 걸친 기간 동안 야마다는 나가시마 시게오, 오 사다하루 밖에 달성하지 못했던 3년 연속 퍼시픽 리그 MVP 획득에 성공하였고, 1988년에 은퇴할 때까지 통산 284승(240선발승)을 거두었다. 2위 지명으로 뽑힌 가토 히데지는 1982년에 이적할 때까지 클린업 트리오의 일원으로서 한큐 타선을 지탱했다. 또, 7위 지명으로 뽑힌 후쿠모토 유타카는 입단 2년차부터 1번 타자로 활약하기 시작하면서 1970년부터 1983년까지 13년 연속으로 도루왕 타이틀을 석권했고, 1983년에는 당시 루 브록이 가지고 있던 통산 도루 세계 기록을 경신하는 등 ‘세계의 도루왕’이라는 애칭을 얻게되었다.

### 1970년대
1970년대에도 한큐의 전성기는 계속되었다. 1970년에는 4위로 시즌을 마쳤지만, 1971년과 1972년에는 2년 연속으로 리그 우승을 하였다. 그러나 이 시기 센트럴 리그에서는 요미우리 자이언츠가 전성기를 맞이하여 일본 시리즈에서는 두 구단 사이에 치열한 접전이 벌어졌다. 특히, 1971년 일본 시리즈 3차전 경기에서는 양팀 모두 1승 1패였던 상황에서 1-0으로 9회 초까지 한큐가 유리한 상황을 이끌었으나 9회 말 야마다 히사시의 공을 오 사다하루가 역전 3점 홈런으로 때려내어 패배했다가 다음 3연전에서 한큐가 요미우리를 연속으로 이겨 우승할 수 있었다. 1973년 시즌부터는 전·후기제로 나뉘었으나, 후기 시즌 1위를 거두었음에도 리그 우승에 실패하여 구단은 니시모토 감독을 경질하게 된다. 1974년에는 새로 감독으로 부임한 우에다 도시하루가 감독 부임 첫 해에 2위의 성적으로 우승하지 못했으며 1975년에는 0.520의 승률로 우승을 거두었고 1976년과 1978년에는 전·후기 통합 1위로 우승을 거두는 등 1978년까지 4년 연속 우승 기록을 달성했다. 이 시기 한큐는 야마구치 다카시, 야마다 히사시, 가토 히데지, 후쿠모토 유타카, 그리고 바비 마르카노, 버니 윌리엄스 등 두 외국인 선수가 활약하였다.
그러나 1978년 일본 시리즈 7차전에서 상대였던 야쿠르트 스왈로스의 타자 오스기 가쓰오가 때린 좌측 관중석으로 향한 공이 홈런으로 인정되자 우에다 도시하루 감독은 당시 판정을 내린 도미자와 히로야 심판과 1시간 19분 동안 논쟁을 벌였지만 결국 판정은 번복되지 않았으며, 우에다 감독은 언쟁에 대한 책임을 지고 감독 자리에서 물러났다. 이듬해 1979년에는 우에다 감독의 후임으로 가지모토 다카오 코치가 감독으로 승진하여 팀의 지휘를 맡아 에이스 야마다가 21승 5세이브, 가토 히데지가 타율 0.364, 35개의 홈런, 104점의 타점을 기록하였으나 플레이오프에서 탈락하여 우승하지 못했다.

### 1980년대 ~ 1988년의 구단 양도
1980년 한큐는 10년 만에 5위의 성적을 거두며 추락하기 시작했다. 같은 해 우에다 도시하루 감독이 복귀하면서 이듬해 1981년에는 A클래스 수준의 성적을 기록했다. 같은 해, 구단은 닛폰햄 파이터스의 ‘교로땅’(ギョロタン)에 이어 일본에서 두 번째로 구단 마스코트 캐릭터인 ‘브레이비’(ブレービー, 등번호 100번)를 발표했다. 1982년에는 니시노미야 구장의 점수판을 간사이 지방에서는 처음으로 전광판으로 교체하였지만 관중 동원 수는 계속 줄어들면서 구단의 경영 상황도 악화되어 갔다. 이 시기 구단에서는 경영의 악화를 막기 위하여 여러 대안을 강구하였는데 1983년 4월 한큐 니시노미야 구장에서 열린 경기에서는 후쿠모토 유타카와 범프 윌스가 경주마의 경주를 벌이기도 했다. 그러나 경주마는 야구장의 인공 잔디에 익숙하지 않았기 때문에 선수들을 상대로 뒤쳐지면서 구단은 관중들로부터 세계의 도루왕과 말을 경주시켰다는 거센 비난을 받았으며 1995년까지 자매결연을 맺었던 해태 타이거즈와 1983년부터 1984년까지 합동훈련을 치뤘다.
1984년에는 전년도에 영입한 외국인 선수 그레그 웰스의 활약으로 리그 우승을 거두지만 그 해의 우승은 한큐 브레이브스의 마지막 우승으로 기록되었다. 일본 시리즈에서는 히로시마 도요 카프를 상대하였지만 3승 4패의 성적을 기록하며 일본 시리즈 우승 달성에는 실패했다. 1986년에는 구단 창립 50주년을 앞두고 간사이 퍼시픽 리그 구단 중에서는 처음으로 100만명을 넘는 누적 관중수(1,145,000명)를 기록했고 같은 해 연패를 끊는 “스토퍼”로 활약한 외국인 선수 브래들리 레슬리가 포효 세레모니로 인기를 끌었다.
1988년 10월 19일, 결국 한큐 전철은 구단을 오릭스 리스에 매각하겠다고 발표한다. 이 때 고바야시 고헤이 회장은 “프로 야구단을 가진다는 사명을 마친다”는 말을 남겼다. 그리고 난카이 전기 철도 또한 난카이 호크스를 다이에에 매각하고, 연고지를 후쿠오카현으로 이전하는 것을 결정하였다. 11월 4일, 구단의 인수 인계 과정을 마친 오릭스는 구단 명칭을 오릭스 브레이브스(オリックス・ブレーブス)로 변경하고 구단을 맡은 회사 명칭을 ‘오릭스 브레이브스 주식회사’(オリックス・ブレーブス株式会社)로 고쳤다. 구단 사무소 또한 오사카부 오사카시 기타 구의 소네자키신치로 이전하였다. 마지막으로 구단주는 고바야시 고헤이에서 미야우치 요시히코 오릭스 회장으로 바뀌었으며 구단 사장 겸 구단 대표로는 곤도 야스오가 취임했다.

### 구단 양도·1990년대
구단 인수와 더불어 유니폼은 검은색과 붉은색을 바탕으로 한 디자인에서 진청색 계열의 ‘오릭스 블루’와 노란색 계열의 ‘브레이브스 골든 옐로’를 바탕으로 한 디자인으로 바뀌었다. 오릭스는 ‘브레이브스’라는 애칭과 한큐 니시노미야 구장의 사용은 계속 쓰되 1988년에 완공된 그린 스타디움 고베(지금의 호토모토 필드 고베)를 제2 홈구장으로 쓰겠다고 발표했다. 그린 스타디움 고베는 한큐 시절이었던 1988년 5월의 난카이 호크스와의 경기에서도 사용했지만 1989년에는 14경기로 개최 경기 수가 늘어났으며 1990년에도 13경기가 편성되었다.

#### 1989년 ~ 1994년
구단 인수 후 첫 해였던 1989년 시즌에는 난카이 호크스에서 이적한 가도타 히로미쓰를 더한 일명 ‘블루 선더 타선’이 팀을 이끌었지만, 긴테쓰 버펄로스와의 대결에서 밀려 2위를 차지했다. 1990년에도 2위로 시즌을 마친 뒤 우에다 도시하루 감독은 사임하였고 같은 해 시즌 종료 후인 11월 1일부터 40년 이상 홈구장으로 사용한 니시노미야 구장에서 그린 스타디움 고베로 홈구장을 옮겨 애칭을 ‘블루웨이브’ (일본어: ブルーウェーブ 부루웨부[*])로 바꾸었다. 새 감독으로는 도이 쇼조가 부임했다.
1991년 시즌부터 1993년 시즌까지 도이가 팀을 이끌었지만 팀은 3년 내내 3위에 머물렀다. 1992년에는 후일 메이저 리그로 이적하는 다구치 소, 스즈키 이치로가 입단했지만 도이가 다구치에게 엄격하게 몰아세우며 지도하여 다구치는 입스(Yips, 공황 장애) 상태에 빠졌으며, 이치로는 고등학교를 졸업한 지 1년 만에 기용되어 당시 긴테쓰의 에이스 투수였던 노모 히데오의 공을 홈런으로 쳐내기도 했지만 팀의 주전으로 정착하지는 못했다. 도이가 이치로를 기용하지 않은 것에 대하여 이치로의 실력을 발굴해내지 못했다는 의견도 있었지만 후에 사실은 이치로의 능력 자체는 알고 있었다고 도이 스스로 밝혔다. 도쿄 방송의 《보도 특집 NEXT》 2009년 3월 28일 방영분에서 도이는 이치로에 대하여 “재능은 뛰어나지만 오만불손하며 주위와 협력하는 것을 가르쳐주기 위해 2군으로 강등시켰다”고 밝혔다. 가와카미 데쓰하루도 당시 방송사와의 전화 통화에서 “당시 도이로부터 ‘멋진 고등학생이 있는데, 주워온 겁니다’라는 말을 들었다”고 증언했다.

#### 제1차 오기 감독 시절
1993년을 끝으로 물러난 도이를 대신하여 이듬해 1994년에는 오기 아키라가 감독으로 취임했다. 오기의 밑에서 주전으로 중용된 이치로는 1994년 시즌 최다 안타인 210안타를 기록하였고, 3할 8푼 5리의 타율로 퍼시픽 리그 신기록을 세워 일본 야구 계의 최고상인 쇼리키 마쓰타로상을 수상했다. 팀의 최종 순위는 2위에 머물렀지만 이 ‘이치로 피버’에 자극을 받은 팀은 우승 경쟁에 뛰어들었고 동원 관중 수도 구단 기록을 크게 갈아치웠다.
이듬해 1995년에는 1월 17일에 발생한 한신·아와지 대지진의 영향으로 한동안 고베에서 경기를 할 수 없을 것이라는 우려의 목소리가 일었다. 그러나 구단주 미야우치는 “이럴 때 고베를 떠나면 어떻게 시민 구단이라 할 수 있겠는가, 한 명도 오지 않아도 괜찮으니 일정대로 반드시 고베에서 경기를 치러야 한다”라며 고베에서 경기를 치를 것을 주장하여 결국 고베에서 경기를 계속하기로 결정했다. 같은 해 6월, 팀은 한달 동안 20승을 넘기는 기록을 세웠으며, 1994년에 우승을 거두었던 세이부 라이온스를 상대로 15연승을 기록했다. 4월 19일에는 노다 고지가 1경기에서 19개의 삼진을 잡아 일본 신기록을 세웠고, 사토 요시노리가 8월 26일 긴테쓰와의 경기에서 세계 최고령 노히트 노런을 기록했다. 그리고 9월 19일 세이부와의 경기에서 승리하여 구단 인수 이후 처음으로 리그에서 최종 1위를 차지했다. 1995년 일본 시리즈에서는 야쿠르트 스왈로스와의 경기에서 1승 4패로 패했지만 1996년 일본 시리즈에서는 요미우리 자이언츠를 상대로 4승 1패로 승리하여 첫 우승을 거둔다. 같은 해 구단은 약 1,794,000명의 관객을 동원하여 최고 관중 동원 기록을 세우게 되며 이 해부터 현대 유니콘스와 자매결연을 체결했고 1998년 1999년 현대가 고베에서 2차 전지훈련을 할 당시 연습경기를 같이 했다.
1997년에는 리그 3년 연속 우승에 도전했지만, 후반기에 투수진들이 부진에 빠져 2위로 시즌을 마쳤으며, 1998년에는 개막 직후 6연패를 치르는 끝에 3위로 시즌을 마쳤다. 같은 해 시즌이 종료된 후 열린 신인선수 지명 드래프트 회의에서 “다이에 이외에서 지명을 받는다면 대학으로 진학하겠다”는 뜻을 보인 오키나와현립 오키나와 수산고등학교의 아라카키 나기사에 대한 1위 지명을 강행하여 후쿠오카 다이에 호크스와의 경합 끝에 교섭권을 획득했다. 그러나 아라카키는 입단을 완강히 거부하여 교섭을 밭은 구단 편성부장 미와타 가쓰토시의 접촉조차 거부하면서 교섭은 난항을 겪었다. 이러한 상황에 대해 구단 대표 이노 시게요시 등 프런트 상층부가 미와타를 지나치게 몰아세워 11월 27일 미와타는 나하시에서 투신 자살한 채 발견되었는데 1999년 미와타의 자살은 노동 재해로 인정받게 되었다. 한편 아라가키는 미와타의 자살에 따른 비난에도 아랑곳않고 입단하지 않은 채 경식 야구부가 있는 규슈 공립대학으로 진학했다.
1999년, 오릭스는 리그 타율 1위, 평균자책점 2위를 기록했지만 신인들의 성적 부진으로 3위로 시즌을 마쳤으며 이 해 시즌 후 대만 원정을 떠났는데 퍼시픽리그로 치자면 1998년 세이부 이후 두 번째였다. 같은 시기 1995년 ~ 1996년 리그 우승에 기여했던 선수들이 하나둘씩 은퇴하면서 트레이드와 FA 자격 취득 등으로 팀을 빠져나가게 되고 2000년 시즌이 끝난 뒤 이치로가 미국 메이저 리그의 시애틀 매리너스로 떠나면서 팀의 전력은 더욱 약해졌다.
2001년에는 대한민국 한화 이글스에서 영입한 구대성과 신인 오쿠보 마사노부, 이치로를 대신하기 위한 우익수 가쓰라기 이쿠로 등을 앞세워 오쿠보가 신인왕 타이틀을 획득했지만 결국 시즌을 4위로 마치게 되자 오기 감독은 감독직에서 사임하게 되었다.

### 2000년대
2001년, 이시게 히로미치가 감독으로 취임했다. 같은 해 좌익수 다구치 소가 FA를 신청하여 세인트루이스 카디널스로 이적했다. 2002년에는 2할 3푼 5리의 팀 전체 타율을 기록하는 등 타선이 많은 점수를 내지 못하여 주전 투수로 평균 자책점 2.50을 기록해 2002년 최우수 평균 자책점 타이틀을 획득했던 가네다 마사히코가 4승 9패, 2.52의 평균자책점으로 시즌 2위를 기록한 구대성도 5승 7패를 기록해 한큐 이래 39년 만에 최하위 성적으로 시즌을 마쳤다. 특히 점수가 좁은 상황에서 쉽게 팀이 무너져 1점차에서는 15승 23패, 2점차에서는 8승 21패를 기록했다.
이듬해 2003년에도 리그 초반에 성적이 저조하자 4월 23일에 구단은 이시게를 해임했다. 대신에 코치였던 레온 리가 감독이 되었지만 2003년에는 타선이 쾌조를 보였지만 투수진이 무너지면서 다이에와의 네 차례 경기에서는 20점 이상을 실점하여 927점의 실점(818점은 자책점)으로 일본 프로 야구 역사상 최다 실점 기록을 세웠고 팀의 평균자책점도 5.95를 기록해 2년 연속 최하위로 시즌을 마쳤다.
2004년, 구단은 레온을 대신하여 세이부 라이온스를 이끌던 이하라 하루키를 감독으로 초빙하였고 다이에에서 FA로 무라마쓰 아리히토를, 한신에서는 트레이 무어를 영입하는 등 전력을 보강하려 했지만 투수진이 5.65의 평균자책점을 기록하며 난조를 보이면서 3년째 최하위로 시즌을 마친다.

### 긴테쓰와의 구단 합병
같은 해 2004년 12월 1일, 오릭스 블루웨이브는 같은 퍼시픽 리그의 긴테쓰 버펄로스와 통합하여 "오릭스 버펄로스"로 팀명을 고쳤다. 그리고 같은 해 열린 신인선수 지명 회의에서 선수 분배 드래프트권의 절반을 신생 팀인 도호쿠 라쿠텐 골든이글스에 양도했다.
새 감독으로는 긴테쓰와 오릭스 양쪽에서 감독을 지낸 바 있는 오기 아키라(1988년 ~ 1992년 : 긴테쓰, 1994년 ~ 2001년 : 오릭스)를 다시 영입하였으며 효고현을 보호 지역으로 하고 있는 센트럴 리그의 한신 타이거스와 2007년까지 오사카 부, 효고 현을 보호 지역으로 함께 쓰는 체제가 유지되었다. 또한 고베 종합 운동 공원 야구장과 교세라 돔 오사카를 홈 구장으로 사용하기로 했다.

### 합병 이후
2005년은 합병과 오기 아키라의 감독 복귀로 전력은 큰폭으로 상승한 시즌이었다. 폐암과 싸우면서도 지휘를 맡은 오기 감독 아래에서 팀은 끝까지 A클래스 싸움을 계속했지만 결국 4위로 시즌을 마쳤다. 시즌 후 오기는 감독을 퇴임하여, 구단 제너럴 매니저였다 나카무라 가쓰히로가 감독으로 취임하며 일본 야구 최초로 GM 출신 감독이 되었다.오기는 구단의 시니어 어드바이저로 취임했지만, 12월 15일 폐암에 의한 호흡 부전 때문에 70세에 세상을 떠났다.
2006년, 요미우리로부터 FA가 된 기요하라 가즈히로와 로스앤젤레스 다저스와 마이너 계약을 맺고 있던 나카무라 노리히로를 영입했지만, 8월 27일 닛폰햄 파이터스전에서 져 7년 연속 B클래스가 확정되어, 5위에 그쳤다. 성적 부진의 책임을 져 나카무라는 사임하였고, 10월 6일에 다저스 육성 부장이었던 테리 콜린스가 감독으로 취임했다.
11월 20일 지금까지 고베시(스카이 마크 스타디움내)에 있던 구단 사무소를 오사카시 기타구 도지마에 이전했다. 그 결과, 구단 업무의 대부분(구단 본부, 오사카 영업부, 팬 서비스부 등)이 오사카에 몰려 고베 사무소는 고베 영업부 등 일부 업무에만 한정하는 등, 구단의 경영 기능은 큰 폭으로 오사카로 옮겨졌다. 또한, 홈 구장은 잠정적으로 고베로 옮겼지만 시즌 종료와 함께 오사카에 되돌려지면서, 오사카 돔의 시합수가 큰 폭으로 늘어났다.

### 2010년대
2011년 KBO 시즌 이후 롯데 자이언츠 소속 이대호를 영입했지만, 계속 B클래스를 맴돌았다. 2014년 선발진의 활약과 이대호가 오릭스 FA로 간 팀인 후쿠오카 소프트뱅크 호크스에서 영입한 윌리 모 페냐를 중심으로 한 타선의 활약으로 15년 만에 A클래스에 등극하게 된다.

## 역대 감독
- 미야케 다이스케(三宅大輔, 1936년 ~ 1937년)
- 무라카미 미노루(村上実, 1937년)〈제1차〉
- 야마시타 미노루(山下実, 1938년 ~ 1939년)〈제1차〉
- 무라카미 미노루(村上実, 1939년)〈제2차〉
- 야마시타 미노루(山下実, 1940년)〈제2차〉
- 이노카와 도시하루(井野川利春, 1940년 ~ 1942년)
- 니시무라 마사오(西村正夫, 1943년 ~ 1947년)〈제1차〉
- 하마자키 신지(浜崎真二, 1947년 ~ 1953년)
- 니시무라 마사오(西村正夫, 1954년 ~ 1956년)〈제2차〉
- 후지모토 사다요시(藤本定義, 1957년 ~ 1959년)
- 도쿠라 가쓰키(戸倉勝城, 1959년 ~ 1962년)
- 니시모토 유키오(西本幸雄, 1963년 ~ 1973년)
- 우에다 도시하루(上田利治, 1974년 ~ 1978년)〈제1차〉
- 가지모토 다카오(梶本隆夫, 1979년 ~ 1980년)
- 우에다 도시하루(上田利治, 1981년 ~ 1990년)〈제2차〉
- 도이 쇼조(土井正三, 1991년 ~ 1993년)
- 오기 아키라(仰木彬, 1994년 ~ 2001년)〈제1차〉
- 이시게 히로미치(石毛宏典, 2002년 ~ 2003년)
- 레온 리(Leon Lee, 2003년)
- 이하라 하루키(伊原春樹, 2004년)
- 오기 아키라(仰木彬, 2005년)〈제2차〉
- 나카무라 가쓰히로(中村勝広, 2006년)
- 테리 콜린스(Terry Collins, 2007년 ~ 2008년)
- 오이시 다이지로(大石大二郎, 2008년 ~ 2009년)
- 오카다 아키노부(岡田彰布, 2010년 ~ 2012년)
  - 모리와키 히로시(森脇浩司, 2012년)【감독 대행】
- 모리와키 히로시(森脇浩司, 2013년 ~ 2015년)
  - 후쿠라 준이치(福良淳一, 2015년)【감독 대행】
- 후쿠라 준이치(福良淳一, 2016년 ~ 2018년)
- 니시무라 노리후미(西村徳文, 2019년 ~ 2020년)
- 나카지마 사토시(中嶋聡, 2021년 ~ 2024년)
- 기시다 마모루(岸田護, 2025년 ~ )

※ 〈 〉은 재임 차수.

## 연도별 성적
| 연도        | 감독                             | 순위                             | 경기                             | 승리                             | 패전                             | 무승부                           | 승률                             | 승차                             | 타율                             | 홈런                             | 평균자책점                       | 비고                             |
| ----------- | -------------------------------- | -------------------------------- | -------------------------------- | -------------------------------- | -------------------------------- | -------------------------------- | -------------------------------- | -------------------------------- | -------------------------------- | -------------------------------- | -------------------------------- | -------------------------------- |
| 1936년      | 미야케 다이스케                  |                                  | 18                               | 11                               | 7                                | 0                                | .611                             |                                  | .273                             | 8                                | 3.49                             |                                  |
| 1936년 추계 | 미야케 다이스케                  |                                  | 30                               | 17                               | 12                               | 1                                | .586                             |                                  | .230                             | 5                                | 1.90                             |                                  |
| 1937년 춘계 | 미야케 다이스케                  | 4위                              | 56                               | 28                               | 26                               | 2                                | .519                             | 13                               | .223                             | 7                                | 2.81                             |                                  |
| 1937년 추계 | 미야케 다이스케·무라카미 미노루  | 7위                              | 49                               | 17                               | 29                               | 3                                | .370                             | 21                               | .218                             | 19                               | 3.84                             |                                  |
| 1938년 춘계 | 야마시타 미노루                  | 3위                              | 35                               | 21                               | 13                               | 1                                | .618                             | 7.5                              | .225                             | 7                                | 2.13                             |                                  |
| 1938년 추계 | 야마시타 미노루                  | 3위                              | 40                               | 21                               | 17                               | 2                                | .553                             | 8.5                              | .233                             | 16                               | 3.13                             |                                  |
| 1939년      | 야마시타 미노루·무라카미 미노루  | 3위                              | 96                               | 58                               | 36                               | 2                                | .617                             | 9                                | .234                             | 11                               | 2.16                             |                                  |
| 1940년      | 이노카와 도시하루                | 3위                              | 104                              | 61                               | 38                               | 5                                | .616                             | 12.5                             | .214                             | 9                                | 1.57                             |                                  |
| 1941년      | 이노카와 도시하루                | 2위                              | 85                               | 53                               | 31                               | 1                                | .631                             | 9                                | .207                             | 14                               | 1.59                             |                                  |
| 1942년      | 이노카와 도시하루                | 4위                              | 105                              | 49                               | 50                               | 6                                | .495                             | 23.5                             | .189                             | 7                                | 1.73                             |                                  |
| 1943년      | 니시무라 마사오                  | 7위                              | 84                               | 31                               | 51                               | 2                                | .378                             | 23.5                             | .185                             | 4                                | 2.25                             |                                  |
| 1944년      | 니시무라 마사오                  | 3위                              | 35                               | 19                               | 15                               | 1                                | .559                             | 8.5                              | .243                             | 3                                | 2.40                             |                                  |
| 1945년      | 제2차 세계 대전에 따른 경기 중단 | 제2차 세계 대전에 따른 경기 중단 | 제2차 세계 대전에 따른 경기 중단 | 제2차 세계 대전에 따른 경기 중단 | 제2차 세계 대전에 따른 경기 중단 | 제2차 세계 대전에 따른 경기 중단 | 제2차 세계 대전에 따른 경기 중단 | 제2차 세계 대전에 따른 경기 중단 | 제2차 세계 대전에 따른 경기 중단 | 제2차 세계 대전에 따른 경기 중단 | 제2차 세계 대전에 따른 경기 중단 | 제2차 세계 대전에 따른 경기 중단 |
| 1946년      | 니시무라 마사오                  | 4위                              | 105                              | 51                               | 52                               | 2                                | .495                             | 14                               | .257                             | 14                               | 3.17                             |                                  |
| 1947년      | 니시무라 마사오                  | 4위                              | 119                              | 58                               | 57                               | 4                                | .504                             | 20.5                             | .229                             | 28                               | 2.38                             |                                  |
| 1948년      | 하마자키 신지                    | 4위                              | 140                              | 66                               | 68                               | 6                                | .493                             | 20                               | .241                             | 25                               | 2.63                             |                                  |
| 1949년      | 하마자키 신지                    | 2위                              | 136                              | 69                               | 64                               | 3                                | .519                             | 16                               | .265                             | 67                               | 3.63                             |                                  |
| 1950년      | 하마자키 신지                    | 4위                              | 120                              | 54                               | 64                               | 2                                | .458                             | 28.5                             | .244                             | 69                               | 3.69                             |                                  |
| 1951년      | 하마자키 신지                    | 5위                              | 96                               | 37                               | 51                               | 8                                | .420                             | 31                               | .243                             | 45                               | 3.32                             |                                  |
| 1952년      | 하마자키 신지                    | 5위                              | 108                              | 49                               | 58                               | 1                                | .458                             | 20.5                             | .246                             | 39                               | 3.70                             |                                  |
| 1953년      | 하마자키 신지                    | 2위                              | 120                              | 67                               | 52                               | 1                                | .563                             | 4                                | .258                             | 44                               | 2.68                             |                                  |
| 1954년      | 니시무라 마사오                  | 5위                              | 140                              | 66                               | 70                               | 4                                | .485                             | 23.5                             | .260                             | 63                               | 3.23                             |                                  |
| 1955년      | 니시무라 마사오                  | 4위                              | 142                              | 80                               | 60                               | 2                                | .571                             | 19                               | .267                             | 39                               | 2.70                             |                                  |
| 1956년      | 니시무라 마사오                  | 3위                              | 154                              | 88                               | 64                               | 2                                | .578                             | 10.5                             | .238                             | 43                               | 2.38                             |                                  |
| 1957년      | 후지모토 사다요시                | 4위                              | 132                              | 71                               | 55                               | 6                                | .561                             | 11.5                             | .231                             | 56                               | 2.41                             |                                  |
| 1958년      | 후지모토 사다요시                | 3위                              | 130                              | 73                               | 51                               | 6                                | .585                             | 4.5                              | .234                             | 41                               | 2.54                             |                                  |
| 1959년      | 후지모토 사다요시·도쿠라 가쓰키  | 5위                              | 134                              | 48                               | 82                               | 4                                | .369                             | 40                               | .222                             | 57                               | 3.26                             |                                  |
| 1960년      | 도쿠라 가쓰키                    | 4위                              | 136                              | 65                               | 65                               | 6                                | .500                             | 17                               | .243                             | 64                               | 2.99                             |                                  |
| 1961년      | 도쿠라 가쓰키                    | 5위                              | 140                              | 53                               | 84                               | 3                                | .389                             | 33.5                             | .225                             | 65                               | 3.56                             |                                  |
| 1962년      | 도쿠라 가쓰키                    | 4위                              | 131                              | 60                               | 70                               | 1                                | .462                             | 18                               | .229                             | 60                               | 3.36                             |                                  |
| 1963년      | 니시모토 유키오                  | 6위                              | 150                              | 57                               | 92                               | 1                                | .383                             | 30.5                             | .228                             | 86                               | 3.69                             |                                  |
| 1964년      | 니시모토 유키오                  | 2위                              | 150                              | 79                               | 65                               | 6                                | .549                             | 3.5                              | .245                             | 141                              | 3.01                             |                                  |
| 1965년      | 니시모토 유키오                  | 4위                              | 140                              | 67                               | 71                               | 2                                | .486                             | 21.5                             | .234                             | 130                              | 3.33                             |                                  |
| 1966년      | 니시모토 유키오                  | 5위                              | 134                              | 57                               | 73                               | 4                                | .438                             | 22                               | .229                             | 89                               | 3.31                             |                                  |
| 1967년      | 니시모토 유키오                  | 1위                              | 134                              | 75                               | 55                               | 4                                | .577                             | -                                | .251                             | 143                              | 2.79                             |                                  |
| 1968년      | 니시모토 유키오                  | 1위                              | 134                              | 80                               | 50                               | 4                                | .615                             | -                                | .242                             | 154                              | 2.92                             |                                  |
| 1969년      | 니시모토 유키오                  | 1위                              | 130                              | 76                               | 50                               | 4                                | .603                             | -                                | .254                             | 154                              | 3.18                             |                                  |
| 1970년      | 니시모토 유키오                  | 4위                              | 130                              | 64                               | 64                               | 2                                | .500                             | 16.5                             | .244                             | 116                              | 3.57                             |                                  |
| 1971년      | 니시모토 유키오                  | 1위                              | 130                              | 80                               | 39                               | 11                               | .672                             | -                                | .273                             | 166                              | 3.17                             |                                  |
| 1972년      | 니시모토 유키오                  | 1위                              | 130                              | 80                               | 48                               | 2                                | .625                             | -                                | .260                             | 167                              | 3.19                             |                                  |
| 1973년      | 니시모토 유키오                  | 2위                              | 130                              | 77                               | 48                               | 5                                | .616                             | (3)(1)                           | .270                             | 151                              | 3.30                             | 전기 3위, 후기 1위               |
| 1974년      | 우에다 도시하루                  | 2위                              | 130                              | 69                               | 51                               | 10                               | .575                             | (1)(3)                           | .258                             | 125                              | 3.52                             | 전기 1위, 후기 3위               |
| 1975년      | 우에다 도시하루                  | 1위                              | 130                              | 64                               | 59                               | 7                                | .520                             | (1)(6)                           | .257                             | 143                              | 3.49                             | 전기 1위, 후기 6위               |
| 1976년      | 우에다 도시하루                  | 1위                              | 130                              | 79                               | 45                               | 6                                | .637                             | (1)(1)                           | .256                             | 139                              | 3.30                             | 전기 1위, 후기 1위               |
| 1977년      | 우에다 도시하루                  | 1위                              | 130                              | 69                               | 51                               | 10                               | .575                             | (1)(2)                           | .269                             | 147                              | 3.23                             | 전기 1위, 후기 2위               |
| 1978년      | 우에다 도시하루                  | 1위                              | 130                              | 82                               | 39                               | 9                                | .678                             | (1)(1)                           | .283                             | 176                              | 3.13                             | 전기 1위, 후기 1위               |
| 1979년      | 가지모토 다카오                  | 2위                              | 130                              | 75                               | 44                               | 11                               | .630                             | (2)(1)                           | .281                             | 193                              | 3.84                             | 전기 2위, 후기 1위               |
| 1980년      | 가지모토 다카오                  | 5위                              | 130                              | 58                               | 67                               | 5                                | .464                             | (4)(5)                           | .262                             | 204                              | 5.08                             | 전기 4위, 후기 5위               |
| 1981년      | 우에다 도시하루                  | 2위                              | 130                              | 68                               | 58                               | 4                                | .540                             | (3)(2)                           | .267                             | 140                              | 4.01                             | 전기 3위, 후기 2위               |
| 1982년      | 우에다 도시하루                  | 4위                              | 130                              | 62                               | 60                               | 8                                | .508                             | (2)(5)                           | .256                             | 150                              | 3.73                             | 전기 2위, 후기 5위               |
| 1983년      | 우에다 도시하루                  | 2위                              | 130                              | 67                               | 55                               | 8                                | .549                             | 17                               | .272                             | 157                              | 4.16                             |                                  |
| 1984년      | 우에다 도시하루                  | 1위                              | 130                              | 75                               | 45                               | 10                               | .625                             | -                                | .272                             | 166                              | 3.72                             |                                  |
| 1985년      | 우에다 도시하루                  | 4위                              | 130                              | 64                               | 61                               | 5                                | .512                             | 15.5                             | .274                             | 197                              | 4.98                             |                                  |
| 1986년      | 우에다 도시하루                  | 3위                              | 130                              | 63                               | 57                               | 10                               | .525                             | 6.5                              | .277                             | 180                              | 4.11                             |                                  |
| 1987년      | 우에다 도시하루                  | 2위                              | 130                              | 64                               | 56                               | 10                               | .533                             | 9                                | .272                             | 152                              | 3.89                             |                                  |
| 1988년      | 우에다 도시하루                  | 4위                              | 130                              | 60                               | 68                               | 2                                | .469                             | 15                               | .264                             | 117                              | 4.08                             |                                  |
| 1989년      | 우에다 도시하루                  | 2위                              | 130                              | 72                               | 55                               | 3                                | .567                             | 0                                | .278                             | 170                              | 4.26                             |                                  |
| 1990년      | 우에다 도시하루                  | 2위                              | 130                              | 69                               | 57                               | 4                                | .548                             | 12                               | .271                             | 186                              | 4.30                             |                                  |
| 1991년      | 도이 쇼조                        | 3위                              | 130                              | 64                               | 63                               | 3                                | .504                             | 18.5                             | .261                             | 127                              | 3.90                             |                                  |
| 1992년      | 도이 쇼조                        | 3위                              | 130                              | 61                               | 64                               | 5                                | .488                             | 18                               | .272                             | 88                               | 3.58                             |                                  |
| 1993년      | 도이 쇼조                        | 3위                              | 130                              | 70                               | 56                               | 4                                | .556                             | 3.5                              | .253                             | 125                              | 3.24                             |                                  |
| 1994년      | 오기 아키라                      | 2위                              | 130                              | 68                               | 59                               | 3                                | .535                             | 7.5                              | .285                             | 92                               | 3.93                             |                                  |
| 1995년      | 오기 아키라                      | 1위                              | 130                              | 82                               | 47                               | 1                                | .636                             | -                                | .259                             | 115                              | 2.88                             |                                  |
| 1996년      | 오기 아키라                      | 1위                              | 130                              | 74                               | 50                               | 6                                | .597                             | -                                | .271                             | 124                              | 3.55                             |                                  |
| 1997년      | 오기 아키라                      | 2위                              | 135                              | 71                               | 61                               | 3                                | .538                             | 5                                | .263                             | 111                              | 3.61                             |                                  |
| 1998년      | 오기 아키라                      | 3위                              | 135                              | 66                               | 66                               | 3                                | .500                             | 4.5                              | .264                             | 140                              | 4.03                             |                                  |
| 1999년      | 오기 아키라                      | 3위                              | 135                              | 68                               | 65                               | 2                                | .511                             | 10.5                             | .263                             | 112                              | 3.64                             |                                  |
| 2000년      | 오기 아키라                      | 4위                              | 135                              | 64                               | 67                               | 4                                | .489                             | 8                                | .260                             | 116                              | 4.64                             |                                  |
| 2001년      | 오기 아키라                      | 4위                              | 140                              | 70                               | 66                               | 4                                | .515                             | 7                                | .263                             | 143                              | 4.11                             |                                  |
| 2002년      | 이시게 히로미치                  | 6위                              | 140                              | 50                               | 87                               | 3                                | .365                             | 39                               | .235                             | 102                              | 3.58                             |                                  |
| 2003년      | 이시게 히로미치·레온 리          | 6위                              | 140                              | 48                               | 88                               | 4                                | .353                             | 33.5                             | .276                             | 174                              | 5.95                             |                                  |
| 2004년      | 이하라 하루키                    | 6위                              | 133                              | 49                               | 82                               | 2                                | .374                             |                                  | .283                             | 112                              | 5.66                             |                                  |
| 2005년      | 오기 아키라                      | 4위                              | 136                              | 62                               | 70                               | 4                                | .470                             |                                  | .260                             | 97                               | 3.84                             |                                  |
| 2006년      | 나카무라 가쓰히로                | 5위                              | 136                              | 52                               | 81                               | 3                                | .391                             |                                  | .253                             | 106                              | 3.84                             |                                  |
| 2007년      | 테리 콜린스                      | 6위                              | 144                              | 62                               | 77                               | 5                                | .446                             | 17                               | .259                             | 119                              | 3.67                             |                                  |
| 2008년      | 테리 콜린스·오이시 다이지로      | 2위                              | 144                              | 75                               | 68                               | 1                                | .524                             | 2.5                              | .262                             | 152                              | 3.93                             |                                  |
| 2009년      | 오이시 다이지로                  | 6위                              | 144                              | 56                               | 86                               | 2                                | .394                             | 26                               | .274                             | 118                              | 4.58                             |                                  |
| 2010년      | 오카다 아키노부                  | 5위                              | 144                              | 69                               | 71                               | 4                                | .493                             | 7.5                              | .271                             | 146                              | 3.97                             |                                  |
| 2011년      | 오카다 아키노부                  | 4위                              | 144                              | 69                               | 68                               | 7                                | .504                             | 20.5                             | .248                             | 76                               | 3.33                             |                                  |
| 2012년      | 오카다 아키노부                  | 6위                              | 144                              | 57                               | 77                               | 10                               | .425                             | 17.5                             | .241                             | 73                               | 3.34                             |                                  |
| 2013년      | 모리와키 히로시                  | 5위                              | 144                              | 66                               | 73                               | 5                                | .475                             | 15                               | .256                             | 93                               | 3.31                             |                                  |
| 2014년      | 모리와키 히로시                  | 2위                              | 144                              | 80                               | 62                               | 2                                | .563                             | 0                                | .258                             | 110                              | 2.89                             |                                  |
| 2015년      | 모리와키 히로시                  | 5위                              | 143                              | 61                               | 80                               | 2                                | .433                             | 30                               | .249                             | 94                               | 3.59                             |                                  |
| 2016년      | 후쿠라 준이치                    | 6위                              | 143                              | 57                               | 83                               | 3                                | .407                             | 30                               | .253                             | 84                               | 4.18                             |                                  |
| 2017년      | 후쿠라 준이치                    | 4위                              | 143                              | 63                               | 79                               | 1                                | .444                             | 30.5                             | .251                             | 127                              | 3.83                             |                                  |
| 2018년      | 후쿠라 준이치                    | 4위                              | 143                              | 65                               | 73                               | 5                                | .471                             | 21.5                             | .244                             | 108                              | 3.69                             |                                  |
| 2019년      | 니시무라 노리후미                | 6위                              | 143                              | 61                               | 75                               | 7                                | .449                             | 16                               | .242                             | 102                              | 4.05                             |                                  |
| 2020년      | 니시무라 노리후미                | 6위                              | 120                              | 45                               | 68                               | 7                                | .398                             | 27                               | .247                             | 90                               | 3.97                             |                                  |
| 2021년      | 나카지마 사토시                  | 1위                              | 143                              | 70                               | 55                               | 18                               | .560                             | -                                | .247                             | 133                              | 3.31                             |                                  |
| 2022년      | 나카지마 사토시                  | 1위                              | 143                              | 76                               | 65                               | 2                                | .539                             | -                                | .246                             | 89                               | 2.84                             |                                  |
| 2023년      | 나카지마 사토시                  | 1위                              | 143                              | 86                               | 53                               | 4                                | .619                             | -                                | .250                             | 109                              | 2.73                             |                                  |

- 2023년 시즌 종료 기준, 순위에서 굵은 글씨는 일본 시리즈 우승.
- 통산 성적 : 5530승 393무 5260패(승률 .513)

## 구단 기록

### 경기·승패·승률에 관한 기록

1950년부터 현재까지의 팀 순위, 붉은점은 일본 시리즈 우승을 나타냄

- 리그 우승 : 15회

(1967년 ~ 1969년, 1971년, 1972년, 1975년 ~ 1978년, 1984년, 1995년, 1996년, 2021년 ~ 2023년)
- 일본 시리즈 우승 : 5회

(1975년 ,1976년,  1977년, 1996년, 2022년)
- 센트럴·퍼시픽 교류전 우승 : 2회

(2010년, 2021년)
- 클라이맥스 시리즈 우승 : 3회

(2021년 ~ 2023년)
- A클래스 : 50회
  - 단일 리그 시대 : 12회(1937년 춘계, 1938년 춘계 ~ 1942년, 1944년 ~ 1949년)
  - 양대 리그제 이후 : 38회(1953년, 1955년 ~ 1956년, 1958년, 1964년, 1967년 ~ 1969년, 1971년 ~ 1979년, 1981년, 1983년 ~ 1984년, 1986년 ~ 1987년, 1989년 ~ 1999년, 2008년, 2014년, 2021년 ~ 2023년)
- B클래스 : 38회
  - 단일 리그 시대 : 2회(1937년 추계, 1943년)
  - 양대 리그제 이후 : 36회(1950년 ~ 1952년, 1954년, 1957년, 1959년 ~ 1963년, 1965년 ~ 1966년, 1970년, 1980년, 1982년, 1985년, 1988년, 2000년 ~ 2007년, 2009년 ~ 2013년, 2015년 ~ 2020년)
- 연속 A클래스 진입 최장 기록 : 11년(1989년 ~ 1999년)
- 연속 B클래스 최장 기록 : 8년(2000년 ~ 2007년)
- 최하위 횟수 : 10회(1963년, 2002년 ~ 2004년, 2007년, 2009년, 2012년, 2016년, 2019년 ~ 2020년)
- 최다 승리 : 88승(1956년)
- 최다 패전 : 92패(1963년)
- 최다 무승부 : 11무(1971년, 1979년)
- 최고 승률 : .678(1978년)
- 최저 승률 : .353(2003년)
- 최다 연승 : 15연승(1971년)
- 최다 연패 : 12연패(2012년)

### 그 외의 기록
- 최소 경기차 : 0.0경기차(1989년)
- 최대 경기차 : 40.0경기차(1959년)
- 최고 득점 : 758득점(1985년)
- 최다 홈런 : 184개(1980년)
- 최소 홈런 : 3개(1944년)
- 최고 타율 : .285(1994년)
- 최저 타율 : .185(1943년)
- 최고 평균자책점 : 2.57(1940년)
- 최저 평균자책점 : 5.95(2003년)

## 마스코트
오릭스 버펄로스의 이전 마스코트였던 네피와 리프시가 1991년부터 2010년까지 활동하고 퇴단하며 바다로 돌아갔으나, 현재 마스코트는 팀의 상징인 들소를 형상화한 수컷 버팔로 불과 암컷 버팔로 벨이다. 버팔로 벨은 자체 화보집까지 제작되었을 정도로 인기가 높다.
또, 라쿠텐의 선인장 모양 비공인 마스코트였던 초특대 고야가 2010년부터 오릭스의 비공인 마스코트로 이적오며 '1･2･3･4 고야'라는 긴 명칭을 얻어가고 활동 중이다.

## 역대 연고지
- 효고현(1952년 ~ 2004년)
- 오사카 부·효고 현(2005년 ~ 2007년)
- 오사카 부(2008년 ~ )

## 같이 보기
- 2004년 일본 프로 야구 재편 문제